# Plagio (film 1969)
Plagio è un film del 1969, diretto da Sergio Capogna.

## Trama
Bologna, 1968. In una città agitata dai movimenti studenteschi, Angela e Massimo, entrambi studenti universitari, si amano sinceramente. Nella loro vita entra Guido, erede di una famiglia benestante. Guido è rimasto orfano dei genitori in un incidente causato dallo scoppio di una gomma; forse perché troppo presi dai loro interesse, non gli avevano dedicato un vero affetto. Lui, che non ha mai conosciuto il vero amore, adesso è affascinato dalla storia sentimentale tra i suoi due amici e tenta attraverso Edera, una giovane operaia, di crearsi anche lui una vita affettiva, ma il tentativo non va a fondo. 
Guido invita Angela e Massimo nella sua villa di famiglia e i tre stabiliscono una convivenza. Approfittando dell'assenza di Massimo che deve sostenere un esame, Guido finisce col consumare un rapporto sessuale con la ragazza ma poi, preso dal rimorso, confessa il fatto all'amico facendosi di proposito sorprendere in intimità con lei. Massimo, sentendosi tradito proprio dalle persone di cui si fidava di più, torna turbato a Rimini dai suoi genitori. Angela torna a Bologna ma i tre, separati, non riescono a trovare un equilibrio: Massimo lo cerca in Edera, che però non riesce a spingerlo verso altri interessi quali lo studio e il lavoro; Angela non può fare a meno di ripensare a lui e di cercarlo nuovamente. Massimo, benché ancora risentito per il tradimento, si sente in fondo lusingato dal fatto che la ragazza sia tornata a cercarlo. Quando però si ritrova fra le braccia di lei, ricompare anche Guido; Massimo si sente preso in trappola ma non ha la forza, o la volontà, di reagire.
Tutti e tre scoprono di non poter fare a meno l'uno dell'altro; fatta la pace, tornano nella villa cercando di bandire la malinconia. Angela vorrebbe amare entrambi i ragazzi e Guido sembra nutrire una strana attrazione anche nei confronti di Massimo. Finiranno col consumare un rapporto a tre, al culmine del quale Guido e Massimo si abbracciano tremanti. La mattina dopo, con la scusa di voler comprare qualcosa da mangiare, Guido si allontana in macchina. La sua auto viene ritrovata su un argine del Po, finita in una scarpata. Al volante, il cadavere del giovane. Al funerale, Angela deposita alcuni fiori sulla bara, poi accompagna Massimo in stazione, di nuovo in partenza per Rimini. Massimo è disperato per la morte di Guido, una lacrima gli solca il viso. I due sono tormentati da un terribile interrogativo: incidente o suicidio?

## Produzione
In un'epoca in cui il cinema italiano si interrogava sul tabù della bisessualità (nella stessa stagione uscirono anche Metti, una sera a cena e Vergogna schifosi), per spiegare l'attrazione fra i tre protagonisti la sceneggiatura di questo film utilizza la psicoanalisi. Nelle immagini si alternano colore e bianco/nero a seconda degli stati d'animo, così come la colonna sonora si serve del contrasto fra brani intimisti (Adagietto dalla Sinfonia n. 5 di Gustav Mahler) e brani di musica pop.
Il film, girato prevalentemente fra Rimini e Bologna, presenta anche alcune scene realizzate a Montecchio Maggiore presso la Villa Cordellina Lombardi e a Pontelagoscuro sulle rive del Po.

## Distribuzione
La Commissione di revisione cinematografica autorizzò la distribuzione del film nelle sale nell'aprile 1969, col divieto di visione ai minori di 18 anni, dopo aver imposto il taglio di tre brevi sequenze erotiche, accettato dalla produzione senza opposizione. Il divieto, oltre che alla presenza di queste scene, fu determinato dal fatto che «il lavoro stagna in una atmosfera sessualmente torbida»
Nonostante il taglio preventivo, il film fu sequestrato in agosto dello stesso anno dalla Procura della Repubblica di Lodi e fu rimesso in circolazione dopo il parere favorevole della Procura di Rimini il mese successivo.
Nel gennaio 2018 fu richiesta la "derubricazione" del divieto per permetterne la messa in onda nelle reti televisive, il che comportò l'ulteriore taglio di due sequenze di pochi secondi.